# Karel De Preter
Carolus Benedictus Constantinus Eugenius Maria De Preter (Putte, 8 januari 1850 - Borgerhout, 14 augustus 1914) was een geneesheer en burgemeester van Borgerhout van 1905 tot 1914.
Karel De Preter was de zoon van Eugène De Preter, brouwer en gemeenteraadslid te Putte en provincieraadslid van Antwerpen van 1880 tot 1892. Hij was chirurg en hoofdgeneesheer van het Sint-Erasmushospitaal te Borgerhout. Hij zetelde in de Borgerhoutse gemeenteraad van 1878 tot 1891 als lid van de Meetingpartij. In 1899 werd hij opnieuw verkozen in de gemeenteraad en na het overlijden van Lodewijk Moorkens in 1904 werd hij op 5 februari 1905 benoemd tot Burgemeester. Vanaf 1900 was hij lid van de provincieraad van Antwerpen. Tijdens zijn mandaat steeg het aantal inwoners van 36.000 tot 52.126 en werden talrijke nieuwe straten aangelegd. Zijn laatste grote verwezenlijking als burgemeester was de aankoop van het landgoed Te Boelaar in Deurne. In 1914 slaagde hij erin, bij wet van 24 mei 1914, om dit 108 hectare grote domein in te lijven bij het grondgebied van Borgerhout. 
Karel De Preter huwde in 1876 te Leuven met Marie Charlotte Geerts, samen hadden ze zes kinderen. Het gezin woonde op de Turnhoutsebaan n° 150, waar hij ook overleed. Eerste schepen Arthur Matthijs werd zijn opvolger als burgemeester van Borgerhout. De Karel de Preterlei is naar hem genoemd.